# Burdett (Nova York)
Burdett és una població dels Estats Units a l'estat de Nova York. Segons el cens del 2000 tenia 357 habitants.

## Demografia
Segons el cens del 2000, Burdett tenia 357 habitants, 147 habitatges, i 97 famílies. La densitat de població era de 142,1 habitants/km².
Dels 147 habitatges en un 27,2% hi vivien nens de menys de 18 anys, en un 49% hi vivien parelles casades, en un 10,9% dones solteres, i en un 34% no eren unitats familiars. En el 27,2% dels habitatges hi vivien persones soles l'11,6% de les quals corresponia a persones de 65 anys o més que vivien soles. El nombre mitjà de persones vivint en cada habitatge era de 2,43 i el nombre mitjà de persones que vivien en cada família era de 2,86.
Per edats la població es repartia de la següent manera: un 23,8% tenia menys de 18 anys, un 6,4% entre 18 i 24, un 30% entre 25 i 44, un 26,3% de 45 a 60 i un 13,4% 65 anys o més.
L'edat mediana era de 38 anys. Per cada 100 dones de 18 o més anys hi havia 85 homes.
La renda mediana per habitatge era de 36.023 $ i la renda mediana per família de 40.250 $. Els homes tenien una renda mediana de 30.192 $ mentre que les dones 22.031 $. La renda per capita de la població era de 16.588 $. Entorn del 4,7% de les famílies i el 8,2% de la població estaven per davall del llindar de pobresa.